# Teucholabis tartarus
Teucholabis tartarus är en tvåvingeart som beskrevs av Alexander 1949. Teucholabis tartarus ingår i släktet Teucholabis och familjen småharkrankar. Inga underarter finns listade i Catalogue of Life.